# Astrid Jacobsen

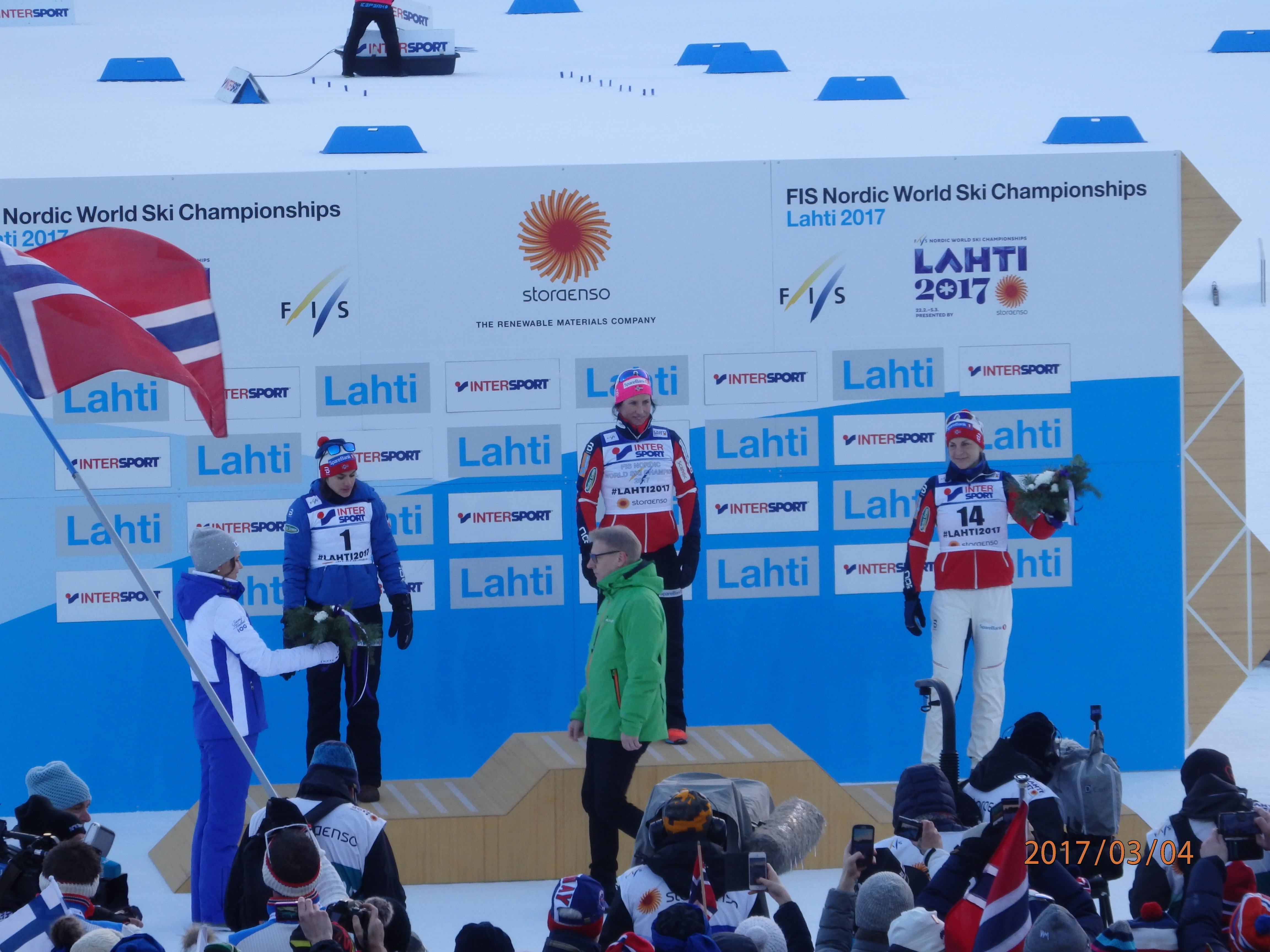
Jacobsen (rechts) op het WK-podium in Lahti na de 30 kilometer vrije stijl.

Astrid Uhrenholdt Jacobsen (Trondheim, 22 januari 1987) is een Noorse langlaufster. Ze vertegenwoordigde haar vaderland op de Olympische Winterspelen 2010 in Vancouver, de Olympische Winterspelen 2014 in Sotsji en de Olympische Winterspelen 2018 in Pyeongchang. In 2007 werd ze in Sapporo wereldkampioen op de sprint.

## Carrière
Bij haar wereldbekerdebuut, in maart 2005 in Drammen, scoorde Jacobsen direct haar eerste wereldbekerpunten. In maart 2006 behaalde de Noorse in Changchun haar eerste toptienklassering in een wereldbekerwedstrijd. In januari 2007 stond ze in Otepää voor de eerste maal in haar carrière op het podium van een wereldbekerwedstrijd. Op de wereldkampioenschappen langlaufen 2007 in Sapporo werd Jacobsen wereldkampioene op de sprint. Samen met Marit Bjørgen behaalde ze de bronzen medaille op de teamsprint, op de estafette sleepte ze samen met Vibeke Skofterud, Marit Bjørgen en Kristin Størmer Steira de bronzen medaille in de wacht. Op 15 december 2007 boekte de Noorse in Rybinsk haar eerste wereldbekerzege. In Liberec nam ze deel aan de wereldkampioenschappen langlaufen 2009. Op dit toernooi eindigde ze als twintigste op de 10 kilometer klassieke stijl, als 34e op de sprint en als 36e op de 15 kilometer achtervolging. Samen met Ingvild Flugstad Østberg eindigde ze als vijfde op de teamsprint. Tijdens de Olympische Winterspelen van 2010 in Vancouver eindigde Jacobsen als zevende op de sprint, op de teamsprint eindigde ze samen met Celine Brun-Lie op de vijfde plaats.
Op de wereldkampioenschappen langlaufen 2011 in Oslo eindigde de Noorse als negende op de sprint, samen met Maiken Caspersen Falla veroverde ze de bronzen medaille op de teamsprint. In Val di Fiemme nam ze deel aan de wereldkampioenschappen langlaufen 2013. Op dit toernooi eindigde ze als negende op de 15 kilometer skiatlon en als zestiende op de sprint. Tijdens de Olympische Winterspelen van 2014 in Sotsji eindigde Jacobsen als vierde op de sprint en als negentiende op de 10 kilometer klassieke stijl. Op de estafette eindigde ze samen met Heidi Weng, Therese Johaug en Marit Bjørgen op de vijfde plaats.
Op de wereldkampioenschappen langlaufen 2015 in Falun veroverde de Noorse de zilveren medaille op de 15 kilometer skiatlon, daarnaast eindigde ze als 33e op de 10 kilometer vrije stijl. Samen met Heidi Weng, Therese Johaug en Marit Bjørgen werd ze wereldkampioene op de estafette. In Lahti nam ze deel aan de wereldkampioenschappen langlaufen 2017. Op dit toernooi sleepte ze de bronzen medaille in de wacht op zowel de 10 kilometer klassieke stijl als de 30 kilometer vrije stijl, op de 15 kilometer skiatlon eindigde ze op de achtste plaats. Op de estafette prolongeerde ze samen met Maiken Caspersen Falla, Heidi Weng en Marit Bjørgen de wereldtitel. Tijdens de Olympische Winterspelen van 2018 in Pyeongchang behaalde Jacobsen samen met Ingvild Flugstad Østberg, Ragnhild Haga en Marit Bjørgen de gouden medaille op de estafette.
Op de wereldkampioenschappen langlaufen 2019 in Seefeld eindigde de Noorse als vierde op de 15 kilometer skiatlon, als tiende op de 10 kilometer klassieke stijl en als twaalfde op de 30 kilometer vrije stijl. Op de estafette behaalde ze samen met Heidi Weng, Ingvild Flugstad Østberg en Therese Johaug de zilveren medaille. Op 22 april 2020 maakte Jacobsen bekend te stoppen met langlaufen en zich te richten op haar studie medicijnen.

## Resultaten

### Olympische Winterspelen
| Jaar | Plaats      | Resultaten                                                                |
| ---- | ----------- | ------------------------------------------------------------------------- |
| 2010 | Vancouver   | 7e Sprint (vrije stijl) 5e Teamsprint (klassieke stijl)                   |
| 2014 | Sotsji      | 4e Sprint (klassieke stijl) 19e 10 km klassieke stijl 5e 4x5 km estafette |
| 2018 | Pyeongchang | 4x5 km esatefette                                                         |

### Wereldkampioenschappen
| Jaar | Plaats        | Resultaten                                                                                                   |
| ---- | ------------- | --- |
| 2007 | Sapporo       | Sprint (klassieke stijl) · Teamsprint (vrije stijl) · 4x5 km estafette                                       |
| 2009 | Liberec       | 34e Sprint (vrije stijl) 20e 10 km (klassieke stijl) 36e 15 km achtervolging 5e Teamsprint (klassieke stijl) |
| 2011 | Oslo          | 9e Sprint (vrije stijl) · Teamsprint (klassieke stijl)                                                       |
| 2013 | Val di Fiemme | 16e Sprint (klassieke stijl) 9e 15 km skiatlon                                                               |
| 2015 | Falun         | 33e 10 km vrije stijl · 15 km skiatlon · 4x5 km estafette                                                    |
| 2017 | Lahti         | 10 km klassieke stijl · 8e 15 km skiatlon · 30 km vrije stijl · 4x5 km estafette                             |
| 2019 | Seefeld       | 10e 10 km klassieke stijl · 4e 15 km skiatlon · 12e 30 km vrije stijl · 4×5 km estafette                     |

### Wereldbeker
| Legenda | Legenda            |
| ------- | ------------------ |
| TdS     | Tour de Ski        |
| NO      | Nordic Opening     |
| LT      | Lillehammer Triple |
| RT      | Ruka Triple        |
| WBF     | Wereldbekerfinale  |
| STC     | Ski Tour Canada    |
| ST      | Ski Tour           |

Eindklasseringen
| Seizoen   | Algm   | DI  | SP     | TdS    |
| --------- | ------ | --- | ------ | ------ |
| 2004/2005 | 90e    | -   | 66e    | -      |
| 2005/2006 | 64e    | -   | 35e    | -      |
| 2006/2007 | 24e    | 46e | 10e    | -      |
| 2007/2008 | Zilver | 4e  | Zilver | 16e    |
| 2008/2009 | 90e    | -   | 62e    | DNF    |
| 2009/2010 | 49e    | 38e | 45e    | DNF    |
| 2010/2011 | 8e     | 11e | 7e     | 10e    |
| 2011/2012 | 9e     | 11e | 11e    | 8e     |
| 2012/2013 | 9e     | 8e  | 29e    | 5e     |
| 2013/2014 | Brons  | 6e  | 19e    | Zilver |
| 2014/2015 | 15e    | 10e | 30e    | -      |
| 2015/2016 | 7e     | 8e  | 5e     | DNF    |
| 2016/2017 | 25e    | 23e | 24e    | -      |
| 2017/2018 | 15e    | 11e | 55e    | DNF    |
| 2018/2019 | 13e    | 10e | 16e    | DNF    |
| 2019/2020 | 4e     | 6e  | 8e     | 5e     |

| Legenda | Legenda            |
| ------- | ------------------ |
| TdS     | Tour de Ski        |
| NO      | Nordic Opening     |
| LT      | Lillehammer Triple |
| RT      | Ruka Triple        |
| WBF     | Wereldbekerfinale  |
| STC     | Ski Tour Canada    |
| ST      | Ski Tour           |

Wereldbekerzeges individueel
| Nr. | Datum            | Plaats        | Onderdeel                              |
| --- | ---------------- | ------------- | -------------------------------------- |
| 1.  | 15 december 2007 | Rybinsk       | 15 km vrije stijl                      |
| 2.  | 16 februari 2008 | Liberec       | 7,6 km vrije stijl                     |
| 3.  | 23 februari 2008 | Falun         | 15 km achtervolging                    |
| 4.  | 3 januari 2014   | Toblach       | 15 km vrije stijl (handicapstart) TdS  |
| 5.  | 23 januari 2015  | Rybinsk       | 10 km vrije stijl                      |
| 6.  | 3 januari 2020   | Val di Fiemme | 15 km klassieke stijl (massastart) TdS |

Wereldbekerzeges team
| Nr. | Datum            | Plaats      | Onderdeel                    | Teamgenoten                  |
| --- | ---------------- | ----------- | ---------------------------- | ---------------------------- |
| 1.  | 25 november 2007 | Beitostølen | 4 × 5 km estafette           | Johaug / Skofterud / Bjørgen |
| 2.  | 17 februari 2008 | Liberec     | Teamsprint (klassieke stijl) | Bjørgen                      |
| 3.  | 24 februari 2008 | Falun       | 4 × 5 km estafette           | Tyldum / Steira / Bjørgen    |
| 4.  | 19 december 2010 | Nové Město  | 4 × 5 km estafette           | Skofterud / Johaug / Bjørgen |
| 5.  | 24 januari 2016  | Nové Město  | 4 × 5 km estafette           | Østberg / Weng / Johaug      |
| 6.  | 22 januari 2017  | Ulricehamn  | 4 × 5 km estafette           | Østberg / Weng / Bjørgen     |
| 7.  | 27 januari 2019  | Ulricehamn  | 4 × 5 km estafette           | Weng / Johaug / Østberg      |